# Justicia atramentaria
Justicia atramentaria är en akantusväxtart som beskrevs av George Bentham. Justicia atramentaria ingår i släktet Justicia och familjen akantusväxter. Inga underarter finns listade i Catalogue of Life.